# Ruth Waithera
Ruth Waithera Nganga (* 17. August 1958) ist eine ehemalige kenianische Leichtathletin, die sich auf den Sprint spezialisiert hat. Sie zählt zu den erfolgreichsten Sprinterinnen nach der Unabhängigkeit in den 70er und 80er Jahren, indem sie Medaillen bei Afrikaspielen und Afrikameisterschaften gewann und an zahlreichen internationalen Events teilnahm.

## Sportliche Laufbahn
Erste internationale Erfahrungen sammelte Ruth Waithera vermutlich im Jahr 1977, als sie beim IAAF World Cup in Düsseldorf in 53,90 s den siebten Platz im 400-Meter-Lauf belegte und mit der afrikanischen Auswahlstaffel über 4-mal 400 Meter mit 3:36,3 min ebenfalls auf Rang sieben landete. Im Jahr darauf gewann sie bei den Afrikaspielen in Algier in 23,91 s die Bronzemedaille im 200-Meter-Lauf hinter der Ghanaerin Hannah Afriyie und Kehinde Vaughan aus Nigeria und gewann mit der Staffel in 3:39,27 min gemeinsam mit Tekla Chemabwai, Rose Tata-Muya und Charity Muhuhe die Silbermedaille hinter dem ghanaischen Team. Zudem schied sie bei den Commonwealth Games im kanadischen Edmonton mit 23,93 s im Halbfinale über 200 Meter aus, wie auch über 400 Meter mit 53,30 s. 1979 gewann sie bei den Afrikameisterschaften in Dakar in 24,66 s die Bronzemedaille über 200 Meter hinter der Ghanaerin Hannah Afriyie und Nzaeli Kyomo aus Tansania und sicherte sich mit der Staffel in 3:46,1 s gemeinsam mit Rose Tata-Muya, Mary Chemweno und einer unbekannten Athletin die Silbermedaille hinter dem ghanaischen Team. Anschließend wurde sie beim Word Cup in Montreal in 53,60 s Sechste über 400 Meter und gelangte im Staffelbewerb mit 3:36,34 min auf Rang sieben. 1982 schied sie bei den Commonwealth Games in Brisbane mit 25,13 s in der ersten Runde über 200 Meter aus und schied über 400 Meter mit 56,37 s im Semifinale aus. Zudem belegte sie mit der 4-mal-100-Meter-Staffel in 46,13 s den achten Platz und gelangte mit der 4-mal-400-Meter-Staffel mit 3:40,77 min auf Rang sieben. 1984 nahm sie an den Olympischen Sommerspielen in Los Angeles teil und schied dort mit 23,45 s im Halbfinale über 200 Meter aus und klassierte sich über 400 Meter mit 51,56 s im Finale auf dem achten Platz. Im Jahr darauf schied sie bei der Sommer-Universiade in Kōbe mit 55,65 s im Halbfinale über 400 Meter aus und 1987 gewann sie bei den Afrikaspielen in Nairobi mit der 4-mal-100-Meter-Staffel mit neuem Landesrekord von 45,24 s gemeinsam mit Geraldine Shitandayi, Esther Kawaya und Jane Wanja die Bronzemedaille hinter den Teams aus Nigeria und Ghana. Daraufhin trat sie nicht mehr international in Erscheinung.
1984 wurde Waithera kenianische Meisterin über 100, 200 und 400 Meter.